# 大洛濟耶爾峰
大洛濟耶爾峰（法語：Grand pic de la Lauzière），是法國的山峰，位於該國東北部奧文尼-隆-阿爾卑斯大區，由薩瓦省負責管轄，屬於洛濟耶爾山的一部分，海拔高度2,829米。